# Galfingue
Galfingue (deutsch Galfingen) ist eine französische Gemeinde mit 806 Einwohnern (Stand 1. Januar 2022) im Département Haut-Rhin in der Region Grand Est (bis 2015 Elsass).

## Geografie
Galfingue liegt etwa zwölf Kilometer südwestlich von Mülhausen. Nachbargemeinden sind im Norden Heimsbrunn, im Osten Hochstatt und Frœningen, im Südosten Illfurth, im Süden Spechbach-le-Haut und im Westen Bernwiller.

Kirche St. Gangolf in Galfingue
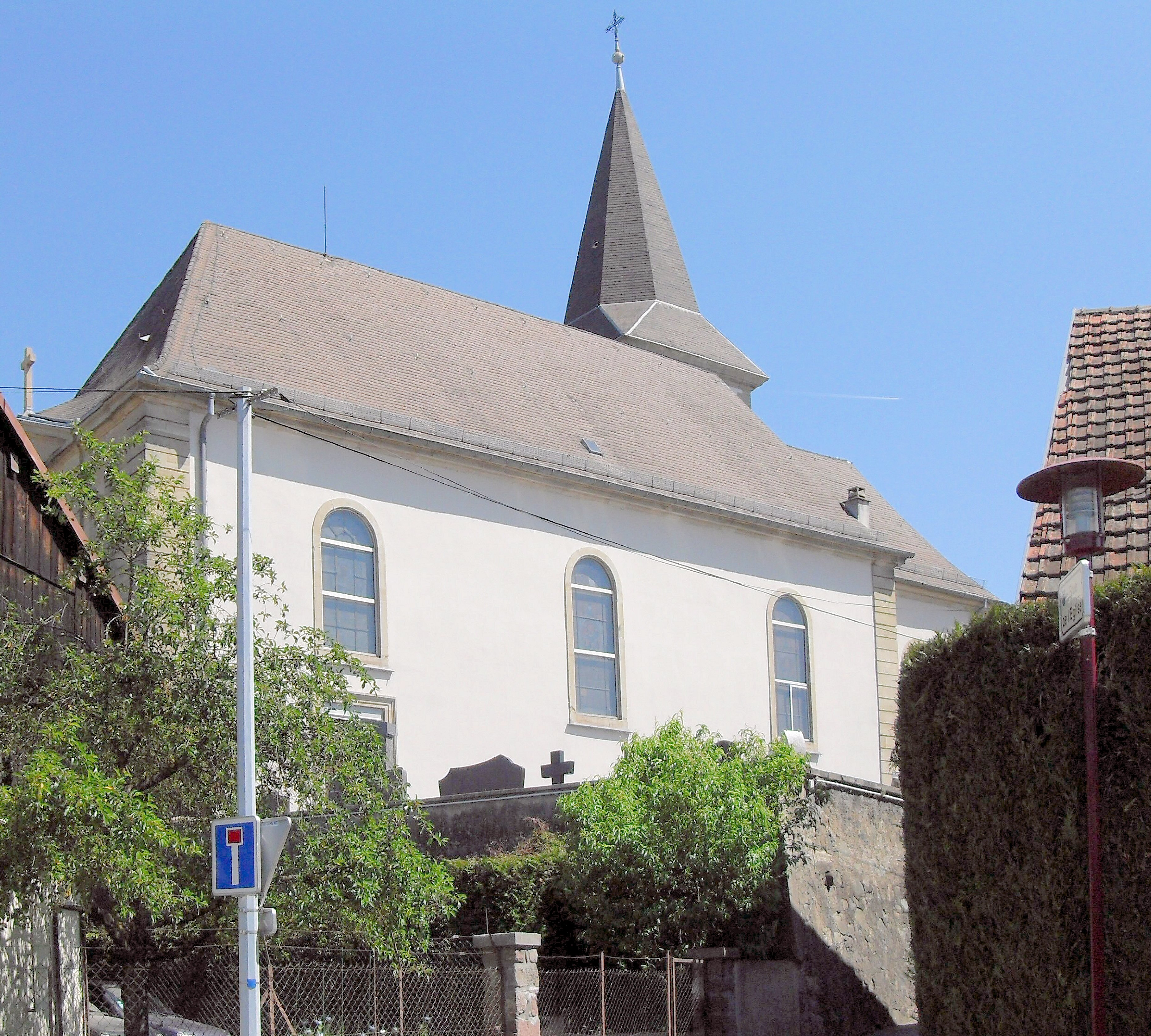
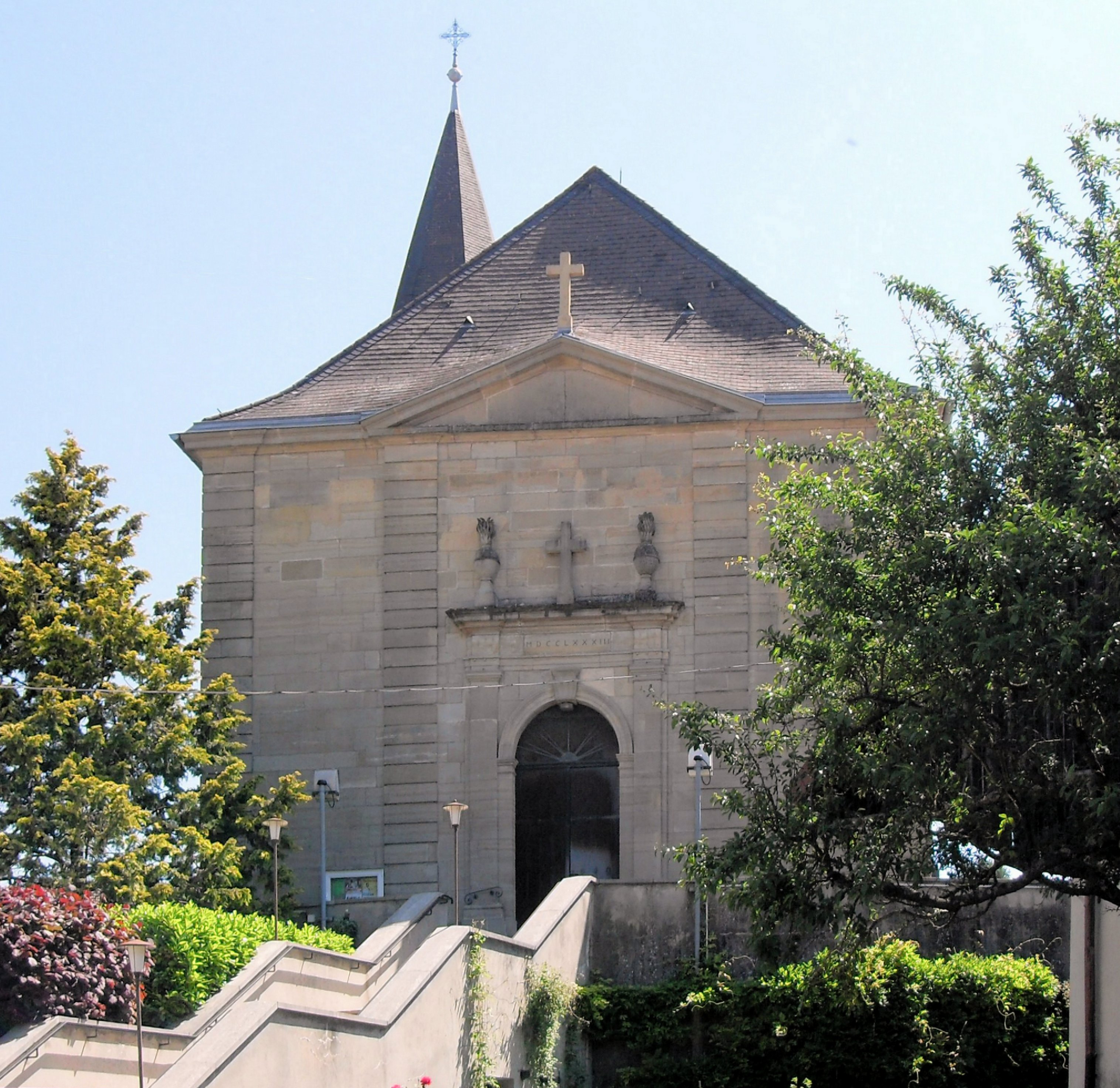

## Geschichte
Ersterwähnung 1144. Die Ortsnamenendung -ingen, deutet auf eine frühe alemannische Besiedlung hin. Unmittelbar nördlich des Dorfes wurden Gräber aus der Karolingerzeit entdeckt. Bis 1324 gehörte Galfingen zur Grafschaft Pfirt, kam dann an Habsburg und ging mit dessen gesamtem elsässischen Besitz im Westfälischen Frieden 1648 an die französische Krone. 1376 Zerstörungen durch die Wilden Engländer. Von 1871 bis zum Ende des Ersten Weltkrieges gehörte Galfingen als Teil des Reichslandes Elsaß-Lothringen zum Deutschen Reich, Kreis Mülhausen, Bezirk Oberelsaß. Im Ersten Weltkrieg wurde der Ort stark beschädigt.
Auf der Gemarkung lag das letztmals 1558 erwähnte, im Dreißigjährigen Krieg abgegangene Dornhausen, von dem 1860 noch Grundmauern vorhanden waren.

## Bevölkerungsentwicklung
| Jahr      | 1910 | 1962 | 1968 | 1975 | 1982 | 1990 | 1999 | 2006 | 2013 |
| Einwohner | 600  | 347  | 363  | 363  | 508  | 522  | 561  | 767  | 804  |

## Bauwerke
Die St. Gangolph geweihte Pfarrkirche wurde 1783 erbaut und 1868 nach Plänen von Jean-Baptiste Schacre restauriert. Barocke Kanzel und Altäre.
Das ehemalige Pfarrhaus, Nr. 11 an der Rue du 25 Novembre, von 1765, das im 19. Jahrhundert, stark verändert wurde, ist ein schlichter Walmdachbau mit Eckquadern.
Einige wenige Fachwerkhäuser zumeist aus dem 18. und 19. Jahrhundert. Ein gut erhaltenes Beispiel: an der Rue des Puits Haus Nr. 1 aus dem 18. Jahrhundert, in Stockwerkbauweise. Nr. 13 an der Rue des Peupliers in der altertümlichen Ständerbauweise.